# Nightmares on Wax
Nightmares on Wax az egyesült királyságbeli Leedsből származó George Evelyn DJ és zenész művészneve. Zenei stílusa ötvözi az elektronika legjavát a hiphop ütemekkel, a szakirodalom ezt gyakran "Chill Out"-nak aposztrofálja. Nightmares on Wax eddigi lemezeit a Warp Records adta ki.
Evelyn érdeklődését a hiphop és egy helyei breakdance csapathoz való csatlakozás terelte a zeneipar felé. Itt találkozott Kevin Harperrel, akivel később kiadták az első albumukat, az A Word of Science: The First And Final Chaptert, 1991-ben.
Evelyn hamarosan beindította saját kiadóját Poverty Records néven. A következő Nightmares on Wax megjelenés, vagyis a Smokers Delight stúdióalbum, 1995-ig váratott magára. Ez évben Harper otthagyta a bandát, hogy beindítsa saját DJ karrierjét, szólóprojektté fogyasztva a NOW-ot. Evelyn elkezdte kialakítani saját chill-outos stílusát, rengeteg zenészt és vokalistát meghívva, s így hozva nagyobb változatosságot zenéjébe.
2000-ben, Evelyn akarva-akaratlanul segített a hiphop úttörő zenekar, a De La Soul visszatérésében miután szerepeltette őket a The Sound of N.O.W. maxin. Vitatott, hogy a DLS valóban ennek a maxinak köszönhette-e újra feltörő népszerűségüket.
2005-ben, Evelyn beindította saját független lemezkiadóját is, a Wax Ont. A label gondozásában jelent meg 2008 -ban a magyar Gelka formáció "Less Is More" című első nagylemeze.
Legismertebb száma a Les Nuits, amely több válogatásalbumon is szerepelt, többek között a Trip-Hop Anthologyn is. A Nights Interlude c. száma a This American Life c. rádióműsor aláfestő zenéje.

## Diszkográfia

### Stúdióalbumok
- A Word Of Science: The First And Final Chapter (1991)
- Smokers Delight (1995)
- Carboot Soul (1999)
- Mind Elevation (2002)
- In a Space Outta Sound (2006)
- thought so... (2008)
- Feelin' Good (2013)
- Shape the Future (2018)
- Shout Out! To Freedom... (2021)

### Mixalbumok
- DJ-Kicks: Nightmares on Wax (2000)
- Late Night Tales: Nightmares on Wax (2003)

## Hapcsolódó cikkek
- Dj-Kicks
- Late Night Tales

## External link
- A Hivatalos N.O.W. szájt
- Interjú a Nightmares on Wax-szal a musicOMH.com-on[halott link]